# Reticulita
La reticulita és un tipus de roca volcànica caracteritzada per un molt alt contingut en bombolles de gasos volcànics fins al punt que la roca forma una escuma. En anglès aquest tipus de roca volcànica s'anomena thread-lace scoria i basalt pumice. Aquesta roca s'origina d'una lava refredada bruscament en ser ejectada per una font de lava potent, està constituïda per vidre volcànic molt fràgil. Tot i que és molt lleugera no pot surar a l'aigua a causa de la seva elevada porositat que és de l'ordre del 98%, cosa que fa de la reticulita la roca menys densa de la Terra.